# Riedelia aurantiaca
Riedelia aurantiaca är en enhjärtbladig växtart som beskrevs av Henry Nicholas Ridley. Riedelia aurantiaca ingår i släktet Riedelia och familjen Zingiberaceae. Inga underarter finns listade i Catalogue of Life.